# Donsspecht
De donsspecht (Dryobates pubescens synoniem: Picoides pubescens) is een vogel uit de familie van de spechten (Picidae). 

## Verspreiding en leefgebied
Deze soort komt wijdverspreid voor in Noord-Amerika en telt zeven ondersoorten:
- D. p. glacialis: zuidoostelijk Alaska.
- D. p. medianus: centraal Alaska tot oostelijk Canada en de centrale en oostelijke Verenigde Staten.
- D. p. fumidus: zuidwestelijk Canada en westelijk Washington.
- D. p. gairdnerii: van westelijk Oregon tot noordwestelijk Californië.
- D. p. turati: van centraal Washington tot centraal Californië.
- D. p. leucurus: Rocky Mountains (zuidoostelijk Alaska tot de zuidwestelijke Verenigde Staten).
- D. p. pubescens: zuidoostelijke Verenigde Staten.